# Mathieu Garcia
Mathieu Garcia (* 4. Dezember 2002) ist ein französischer Biathlet. Er wurde 2020 mit der Single-Mixed-Staffel Jugendolympiasieger.

## Sportliche Laufbahn
Erste internationale Erfahrungen sammelte Mathieu Garcia im Januar 2020, als er Teil der Olympischen Jugendspiele in Lausanne war. An der Seite von Jeanne Richard gewann er dabei die Goldmedaille im Single-Mixed-Bewerb, zudem ergatterte er sowohl im Einzel als auch mit der Mixedstaffel Bronze. Im Jahr darauf startete er bei den Jugendweltmeisterschaften in Obertilliach und gewann mit Edgar Geny und Valentin Lejeune Silber im Staffelwettkampf. Im folgenden Winter bekam der Franzose keine internationalen Einsätze; erst im Dezember 2022 trat er bei einigen Rennen des Junior-Cup wieder an, erzielte aber weder dort noch bei den Junioreneuropameisterschaften nennenswerte Ergebnisse. In der Saison 2023/24 bekam Garcia lediglich in Ridnaun drei Einsätze im Juniorcup, kam dort aber als Vierter des Sprints knapp an einen Podestplatz heran. Im Dezember 2024 gab er in Obertilliach sein Debüt im IBU-Cup und lief in Sprint und Massenstart sofort auf die Plätze 13 und 19. Zudem bestritt er mit Camille Bened den Single-Mixed-Wettkampf und lief mit ihr trotz zweier Strafrunden erstmals auf das Podest, am Ende fehlten etwa 30 Sekunden auf die siegreiche norwegische Auswahl.

## Statistiken

### Jugendweltmeisterschaften
Ergebnisse bei den Jugendweltmeisterschaften:
| Weltmeisterschaften | Weltmeisterschaften | Einzelwettbewerbe | Einzelwettbewerbe | Einzelwettbewerbe | Männerstaffel |
| Jahr                | Ort                 | Einzel            | Sprint            | Verfolgung        | Männerstaffel |
| ------------------- | ------------------- | ----------------- | ----------------- | ----------------- | ------------- |
| 2021                | Obertilliach        | 27.               | 13.               | 36.               | 2.            |